# Joan Vidal i Roda
Joan Vidal i Roda (Barcelona, 8 de setembre de 1894 - 1924?) fou un professor de piano i música religiosa.
Va estudiar a l'Escola Municipal de Música de Barcelona amb Antoni Nicolau i Parera.

## Obres
- Himne per a una veu i orgue[2]
- Antologia de música eclesiàstica per a 1, 2 o 3 veus i Acompanyament[3]
- Avemaries per a 1, 2 i 3 veus i Acompanyament[4]